# Лещук Осип Микитович

Отець Осип Лещук. Тюремне фото

О́сип Микитович Лещук (6 січня 1894, с. Стаї (нині — Стаївка), нині Шептицький район, Львівська область — 28 серпня 1949, в'язниця в с. Божкове біля м. Полтава) — український священник (УГКЦ), письменник, богослов, педагог. Батько семи дітей.

## Життєпис
Навчався у Белзі, закінчив українську Перемишльську гімназію. По тому — у Віденському, а після Першої світової війни у Львівському університеті, у Кромерижі; закінчив Перемишльську духовну семінарію. Висвячений на священника 28 березня 1921 року.
До цього був старшиною Української Галицької Армії, членом українського правління в Угнові.
Був також катихетом і професором Державної гімназії в Раві-Руській, парохом у селах Річки та Стаї, головою філії «Просвіти» в Раві-Руській, офіційним опікуном знедолених, головою Марійської дружини молоді та жіноцтва.
Залишив низку художніх творів, повістей і оповідань, та релігійних праць, деякі з яких уперше українською мовою («Етика», «Апольогетика», «Догматика»).
У релігійних працях висвітлював питання людського буття і моралі, філософське розуміння вічності, місії людини на землі, значення духовних цінностей для самовдосконалення людини.
1923, в часі першого голодомору в Україні, будучи головою філії «Просвіти», став ініціатором ухвалення звернення-протесту проти знищування свідомого українського народу.
| «Представники читалень Равської філії „Просвіти“ і української громадськості Рави-Руської, зібрані на загальних зборах філії товариства „Просвіти“, залучаються до протесту цілого культурного світу проти варварсько-дикунського переслідування національного руху, Церкви та релігії радянською владою, проти туртурування і вигублювання українського свідомого громадянства, інтеліґенції світської і духовної, робітництва і селянства і особливо проти виарештування мужів науки з Сергієм Єфремовим на чолі, проти темних та явних мордів, які доконують кати на землях України, а своїм братам за Збручем передаємо свій найщиріший братерський привіт». |

## Діяльність в літературній групі «Логос»
У 1921-ому році у Львові утворилася літературна група під назвою «Лоґос». Це була група молодих українських письменників, котрі після програних Українських визвольних змагань, об'єднавши зусилля, ставили собі за мету активізувати занепале в Галичині літературно-культурне життя, дотримуючись засад і принципів українського католицизму.
Діяльність «лоґосівців» можна умовно поділити на два періоди: перший — друге десятиліття минулого століття і другий — третє десятиліття до «Золотого вересня» 1939 р., коли-то всі патріотичні організації, установи, газети, журнали були заборонені визволителями зі Сходу, і Галичину окупувала Совіцька армія. «Лоґосівці» першого періоду гуртувалися навколо журналу «Поступ» (1920—1930), «лоґосівці» другого періоду — навколо журналу «Дзвони» (1930—1939).
В тридцятих роках на позиції «лоґосівського» напряму стали такі відом і особистості як Наталена Королева, Ірина Гузар-Монцібович, Роман Дурбак, о. Осип Лещук, Йосип Годунько та ін. Це був час, коли естафету «Поступу» перейняв журнал «Дзвони» (1931—1939). Особливо плідним у цій групі був о. Осип Лещук, котрий залишив великий свій письменницький і творчий доробок, у якому, крім богословських праць, значне місце посідають короткі прозові твори у вигляді новел, деякі з них передруковуються й сьогодні, як, наприклад, «Ганя». Його життєвим кредом були два слова: Бог і Вітчизна. Причину поразки наших Визвольних змагань і національної руїни о. Осип Лещук вбачав у відсутності в нас національно-патріотичної еліти, в егоїзмі та отаманії.
В «Анкеті», яку як український письменник отримав від редакції часопису «Новий час», на питання «Чому Ви стали письменником?», писав: 
| «Мене дуже заболіла наша національна руїна. Я шукав причини, чому наш сорокамільйонний народ не виборов собі своєї держави…, бо у нас не помагає авторитет, а звідси егоїзм і отаманія. Це гидра, що шматувала і торощить наші ідеали. Тому муситься піднести в нас авторитет, а з цим, почуття відповідальності за свої вчинки. Це можна зробити літературою. Без Бога і релігії жодний авторитет неможливий. Для того я у своїх писаннях і підношу: Бог і Вітчизна…» |
Очевидно, він стояв на позиціях В. Липинського, який, усупереч поглядам М. Грушевського, вважав, що рушійною силою в формуванні є не народні маси (за М. Грушевським), а національно-патріотична провідна верства суспільства, яка здатна підняти та повести ці народні маси до формування держави.
Закінчилося земне життя о. Осипа Лещука трагічно: його закатовано 28 серпня 1949 р. у сталінській в'язниці поблизу Полтави.

## Вшанування пам'яті
- Іменем Осипа Лещука названо школу в його рідному селі Стаївка.
- 1992 року у Стаївці відкрито музей Осипа Лещука

### У літературі
2011 року вийшла у світ книжка Тихона Лещука «Ти є Петро-Скала» пам'яті батька о. Осипа Лещука. Це видання було розіслано по багатьох вітчизняних і зарубіжних бібліотеках.